# بيتر سيباستيان غراهام
بيتر سيباستيان غراهام (بالإنجليزية: Peter Sebastian Graham)‏ هو رسام وفنان أسترالي، ولد في 1970.